# Otto Wallach
Otto Wallach (Königsberg, Prússia 1847 - Göttingen, Alemanya 1931) fou un químic alemany guardonat amb el Premi Nobel de Química l'any 1910.

## Biografia
Va néixer el 27 de març de 1847 a la ciutat de Königsberg, en aquells moments part de Prússia però que actualment forma part de Rússia i és anomenada Kaliningrad. Va estudiar química a la Universitat de Berlín i Göttingen, i entre 1876 i 1889 fou nomenat professor de química a la Universitat de Bonn. El 1889 abandonà la docència per esdevenir director de l'Institut Químic de la Universitat de Göttingen, càrrec que ocupà fins al 1915.
Va morir el 26 de febrer de 1931 a la ciutat alemanya de Göttingen, situada a l'estat alemany de Baixa Saxònia.

## Recerca científica
Fou un dels primers químics que es van dedicar a la recerca química del terpé i les combinacions alicícliques, la investigació dels quals ha estat de gran influència en el desenvolupament de la química orgànica i industrial, i especialment dels perfums i dels olis essencials.
El 1910 fou guardonat amb el Premi Nobel de Química per la seva contribució al desenvolupament de la química orgànica i industrial.